# Полекс

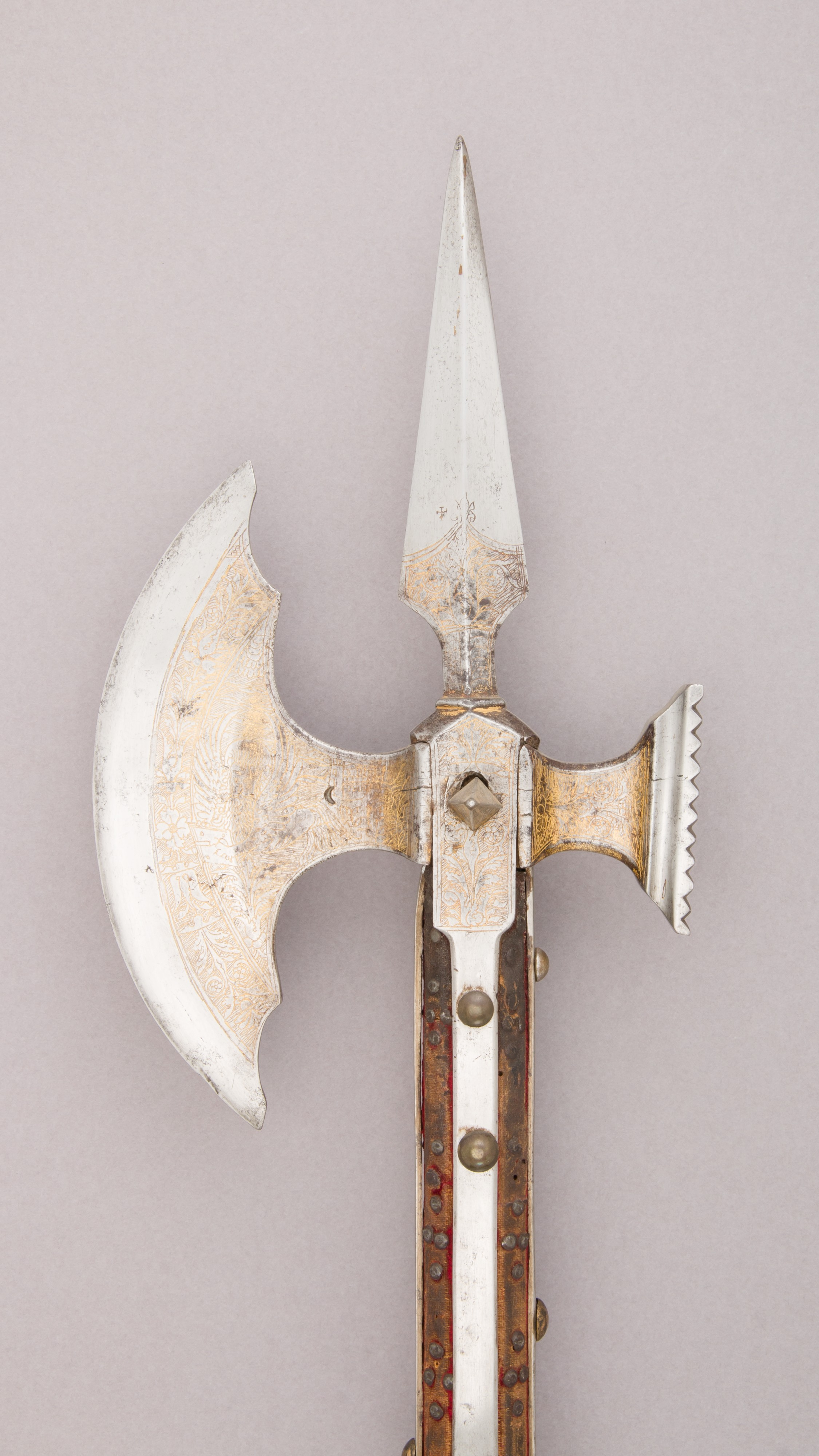
Бойова частина полекса

По́лекс (англ. pollaxe, poleaxe, pole-axe, pole axe, polax, фр. hache) — європейська держакова зброя XV—XVI ст., призначена для пішого бою. Нагадує невелику алебарду з маленьким лезом.
Розвинувся протягом XIV—XV ст. внаслідок необхідності мати зброю, здатну пробивати пластини обладунків. Складався з дерев'яного держака 1,2-2 м довжиною, увінчаного бойовою частиною. Форма її могла значно розрізнюватися: у вигляді сокирного леза або молота, з шипами або обухом на протилежному боці. Окрім того, на держаку було щось на зразок хрестоподібної гарди для захисту рук. Головка кріпилася до держака довгими штабами (так званими «язичками»), що приклепувалися до нього з 2-4 боків. Також на держаку розташовувався гардоподібний диск («рондель»), поміщений біля бойової частини. Для кращого утримання зброї у руках древко мало 1-2 кільцеподібні накладки. На протилежному кінці держака був вток.